# Styela clara
Styela clara är en sjöpungsart som beskrevs av Hartmeyer 1906. Styela clara ingår i släktet Styela och familjen Styelidae. Inga underarter finns listade i Catalogue of Life.